# Arvo Haavisto
Arvo Jaakko Haavisto (7. března 1900, Ilmajoki – 22. dubna 1977, tamtéž) byl finský zápasník. Věnoval se oběma stylům, větších úspěchů dosáhl ve volném stylu.
Dvakrát startoval na olympijských hrách ve volném stylu a vybojoval dva cenné kovy. V roce 1924 na hrách v Paříži vybojoval bronzovou medaili v lehké váze. O čtyři roky později na hrách v Amsterdamu vybojoval ve welterové váze zlato.
Čtyřikrát vybojoval titul finského šampiona, v letech 1925 až 1927 ve volném stylu a v roce 1925 v řecko-římském.
Po ukončení aktivní sportovní kariéry působil jako trenér a rozhodčí. V roli rozhodčího se představil na olympijských hrách v Berlíně v roce 1936. Od roku 1992 je v Ilmajoki každoročně na jeho počest pořádán turnaj v zápase řecko-římském.